# 竹村晋吉
竹村 晋吉（たけむら　しんきち、1931年(昭和6年)12月21日 - 1999年(平成11年)12月9日）は、日本のスピードスケート選手である。長野県茅野市出身、長野県岡谷南高等学校、日本大学を卒業。ヤシカに所属していた。
日本大学在学時の1956年(昭和31年)の冬季オリンピック、コルティナダンペッツォオリンピックに出場、500m11位、1500m36位だった。
4年後の1960年(昭和35年)スコーバレーオリンピックでは500m43位に終わった。
池袋スケートセンターの開場式でスケーティングを披露。
1999年脳こうそくのため死去。